# Playa de la Barceloneta
La playa de la Barceloneta es la más antigua y famosa de las playas de la ciudad de Barcelona (España). Fue remodelada justo antes de los Juegos Olímpicos de 1992.
Se encuentra en el barrio de La Barceloneta (Ciutat Vella). Junto con la barcelonesa playa de San Sebastián y la playa de la Victoria, es una de las más largas con una longitud de 1100 metros. Junto con la de San Sebastián (playa cercana) es una de las más antiguas y de mayor tradición de la ciudad y también una de las preferidas por los usuarios extranjeros.
Dispone de equipamientos de ocio como áreas de vóley, palas, área de juegos, etc. Dispone de área nudista y cuenta con una parada de metro bastante cercana, la estación de Barceloneta y Ciutadella. Cerca está el parque de la Barceloneta.

## Galería de imágenes

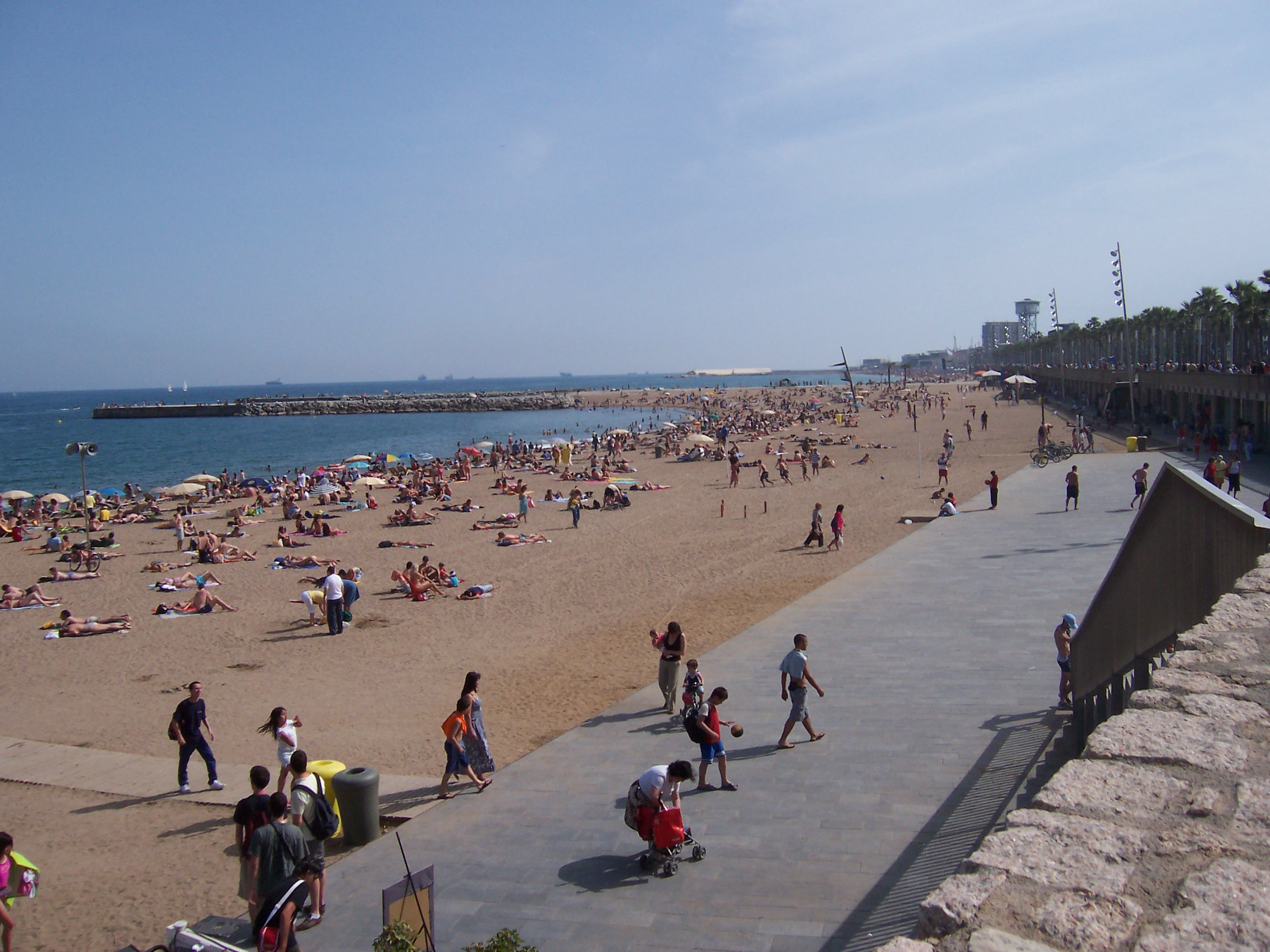
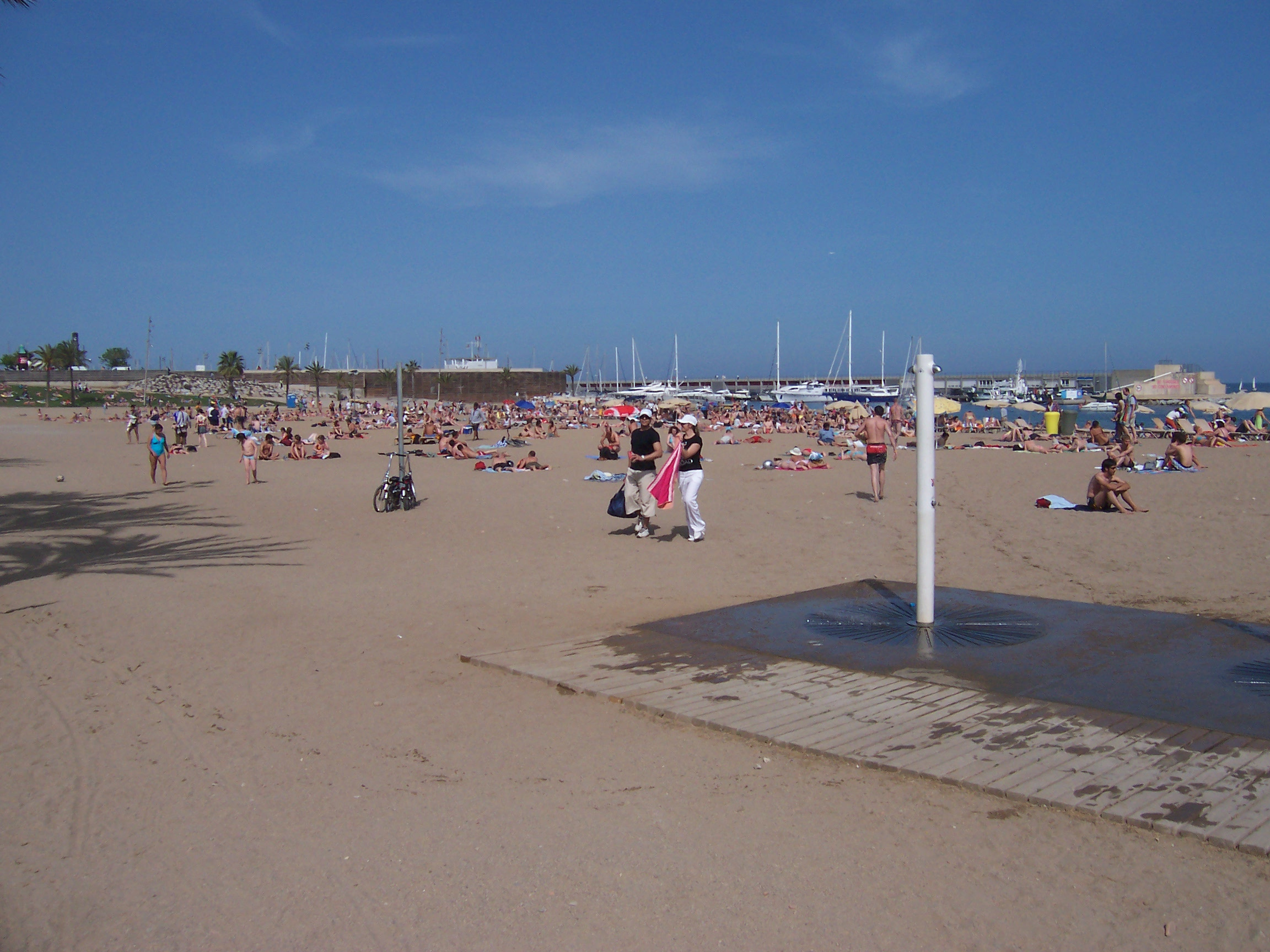
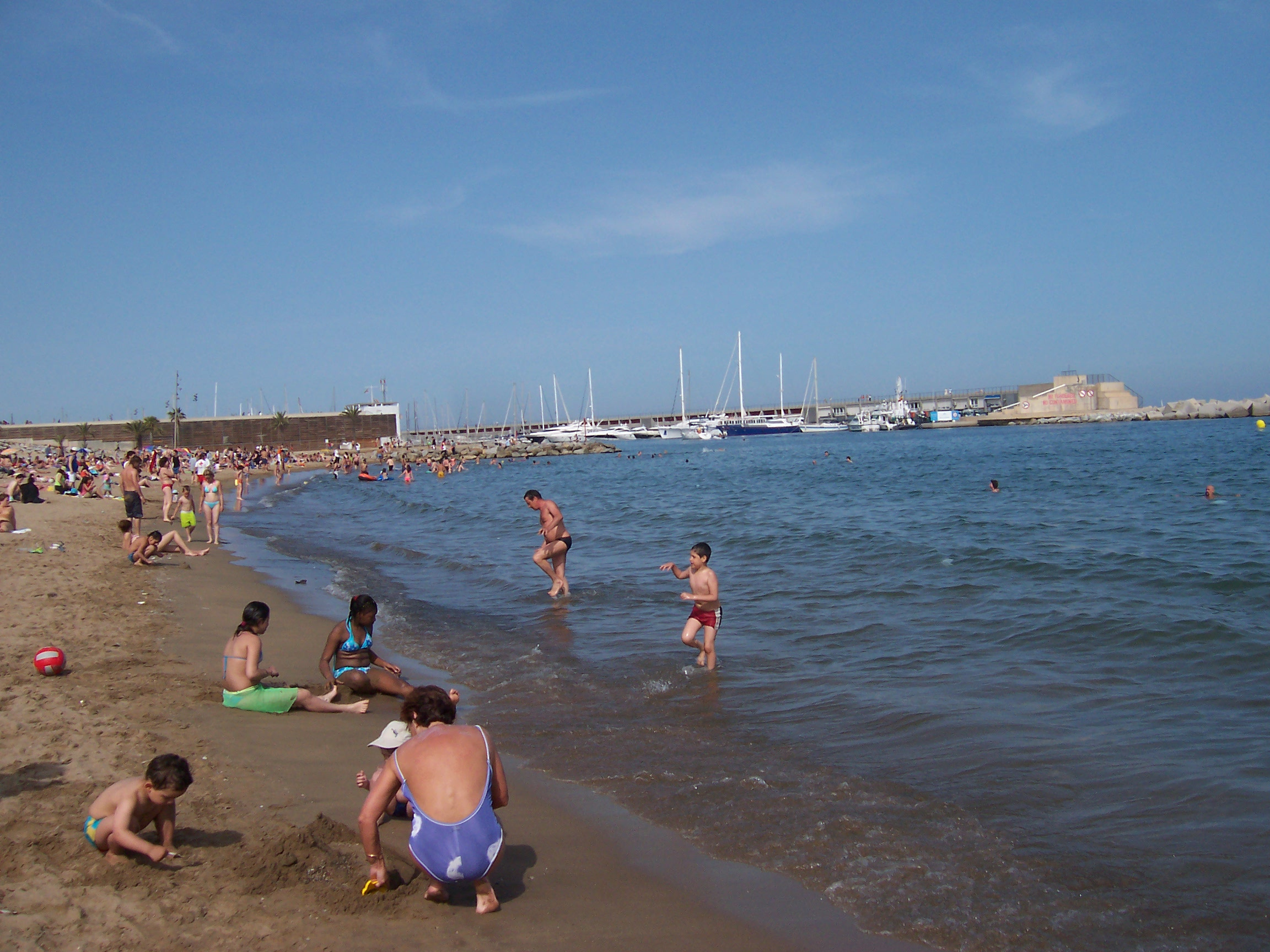